# 1. Fußball-Club Kaiserslautern 2022-2023
Questa voce raccoglie le informazioni riguardanti il 1. Fußball-Club Kaiserslautern nelle competizioni ufficiali della stagione 2022-2023.

## Stagione
Nella stagione 2022-2023 il Kaiserslautern, allenato da Dirk Schuster, concluse il campionato di 2. Bundesliga al 9º posto. In Coppa di Germania il Kaiserslautern fu eliminato al primo turno dal Friburgo.

## Rosa
| N. |                        | Ruolo | Calciatore      |
| -- | ---------------------- | ----- | --------------- |
| 1  | Germania (bandiera)    | P     | Andreas Luthe   |
| 2  | Germania (bandiera)    | D     | Boris Tomiak    |
| 4  | Germania (bandiera)    | C     | Nicolai Rapp    |
| 5  | Germania (bandiera)    | D     | Kevin Kraus     |
| 7  | Germania (bandiera)    | C     | Marlon Ritter   |
| 8  | Germania (bandiera)    | C     | Jean Zimmer     |
| 9  | Turchia (bandiera)     | A     | Muhammed Kiprit |
| 10 | Germania (bandiera)    | C     | Philipp Klement |
| 11 | Germania (bandiera)    | A     | Kenny Redondo   |
| 13 | Stati Uniti (bandiera) | A     | Terrence Boyd   |
| 16 | Germania (bandiera)    | C     | Julian Niehues  |
| 18 | Germania (bandiera)    | P     | Julian Krahl    |
| 19 | Germania (bandiera)    | A     | Daniel Hanslik  |
| 20 | Germania (bandiera)    | D     | Dominik Schad   |

| N. |                     | Ruolo | Calciatore          |
| -- | ------------------- | ----- | ------------------- |
| 21 | Germania (bandiera) | D     | Hendrick Zuck       |
| 22 | Germania (bandiera) | D     | Lars Bünning        |
| 23 | Germania (bandiera) | C     | Philipp Hercher     |
| 25 | Germania (bandiera) | A     | Aaron Opoku         |
| 27 | Germania (bandiera) | A     | Lex-Tyger Lobinger  |
| 28 | Francia (bandiera)  | A     | Nicolas de Préville |
| 30 | Germania (bandiera) | P     | Avdo Spahic         |
| 31 | Germania (bandiera) | A     | Ben Zolinski        |
| 32 | Germania (bandiera) | D     | Robin Bormuth       |
| 33 | Germania (bandiera) | P     | Jonas Weyand        |
| 35 | Germania (bandiera) | A     | Angelos Stavridis   |
| 37 | Germania (bandiera) | D     | Erik Durm           |
| 39 | Germania (bandiera) | C     | Aaron Basenach      |

## Organigramma societario
Area tecnica
- Allenatore: Dirk Schuster
- Allenatore in seconda: Sascha Franz, Niklas Martin
- Preparatore dei portieri: Andreas Clauß
- Preparatori atletici: Oliver Schäfer, Fabian Kobel

## Calciomercato

### Sessione estiva
| Acquisti | Acquisti           | Acquisti              | Acquisti |
| R.       | Nome               | da                    | Modalità |
| -------- | ------------------ | --------------------- | -------- |
| A        | Aaron Opoku        | Amburgo               |          |
| C        | Philipp Klement    | Stoccarda             |          |
| D        | Robin Bormuth      | Paderborn             |          |
| C        | Aaron Basenach     | Kaiserslautern U19    |          |
| D        | Lars Bünning       | Meppen                |          |
| D        | Erik Durm          | Eintracht Francoforte |          |
| C        | Marius Kleinsorge  | Rot-Weiss Essen       |          |
| A        | Lex-Tyger Lobinger | Fortuna Düsseldorf    |          |
| P        | Andreas Luthe      | Union Berlino         |          |
| P        | Jonas Weyand       | Schott Magonza        |          |
| A        | Ben Zolinski       | Erzgebirge Aue        |          |

| Cessioni | Cessioni          | Cessioni         | Cessioni |
| R.       | Nome              | a                | Modalità |
| -------- | ----------------- | ---------------- | -------- |
| D        | Neal Gibs         | Astoria Walldorf |          |
| C        | Nicolás Sessa     | Verl             |          |
| C        | Marius Kleinsorge | Meppen           |          |
| C        | Felix Götze       | Augusta          |          |
| P        | Lorenz Otto       | Ulma             |          |
| P        | Matheo Raab       | Amburgo          |          |
| A        | Lucas Röser       | Ulma             |          |
| D        | Marvin Senger     | Duisburg         |          |
| A        | Simon Stehle      | Viktoria Colonia |          |

### Sessione invernale
| Acquisti | Acquisti            | Acquisti     | Acquisti |
| R.       | Nome                | da           | Modalità |
| -------- | ------------------- | ------------ | -------- |
| A        | Nicolas de Préville | Sconosciuta  |          |
| C        | Nicolai Rapp        | Werder Brema |          |

| Cessioni | Cessioni         | Cessioni         | Cessioni |
| R.       | Nome             | a                | Modalità |
| -------- | ---------------- | ---------------- | -------- |
| D        | Maximilian Hippe | Rödinghausen     |          |
| C        | Hikmet Çiftçi    | Göztepe          |          |
| C        | Mike Wunderlich  | Viktoria Colonia |          |

## Risultati

### 2. Bundesliga

#### Girone di andata
| Arbitro: | Waschitzki-Günther |

|                          |           |             |
| Wunderlich 11’ Kraus 90’ | Marcatori | 80’ Nielsen |

| Arbitro: | Stieler |

|                |           |                      |
| Reese 51’, 57’ | Marcatori | 32’ Hanslik 62’ Boyd |

| Arbitro: | Osmers |

|                     |           |           |
| Boyd 9’ Redondo 86’ | Marcatori | 88’ Medić |

| Arbitro: | Jöllenbeck |

|  |           |            |
|  | Marcatori | 82’ Platte |

| Arbitro: | Stieler |

|            |           |                                        |
| Raschl 13’ | Marcatori | 46’ Hercher 54’ Wunderlich 79’ Redondo |

| Arbitro: | Braun |

|                                                      |           |                                                     |
| Boyd 7’ Tomiak 40’ Hercher 47’ Wunderlich 66’ (rig.) | Marcatori | 11’, 22’ Kwarteng 17’ El Hankouri 79’ (aut.) Tomiak |

| Sandhausen 4 settembre 2022, ore 13:30 CEST 7ª giornata | Sandhausen | 0 – 0 referto | Kaiserslautern | Hardtwaldstadion (11 378 spett.)\| Arbitro: \| Brand \| |
| Arbitro:                                                | Brand      |               |                |                                                         |

| Arbitro: | Fritz |

|                                        |           |                                       |
| Redondo 74’, 87’ Wunderlich 77’ (rig.) | Marcatori | 45’ (rig.) Kempe 49’ Tietz 90’ Seydel |

| Arbitro: | Reichel |

|                     |           |               |
| Beste 17’ Busch 44’ | Marcatori | 20’, 60’ Boyd |

| Arbitro: | Schröder |

|            |           |                |
| Tomiak 55’ | Marcatori | 52’ Lauberbach |

| Arbitro: | Hartmann |

|             |           |              |
| Glatzel 24’ | Marcatori | 82’ Lobinger |

| Arbitro: | Thomsen |

|  |           |                          |
|  | Marcatori | 8’, 57’ Albers 85’ Owusu |

| Arbitro: | Kampka |

|  |           |               |
|  | Marcatori | 67’, 82’ Boyd |

| Kaiserslautern 29 ottobre 2022, ore 13:10 CEST 14ª giornata | Kaiserslautern | 0 – 0 referto | Norimberga | Fritz-Walter-Stadion (46 895 spett.)\| Arbitro: \| Bacher \| |
| Arbitro:                                                    | Bacher         |               |            |                                                              |

| Arbitro: | Alt |

|                      |           |                                   |
| Hack 60’, 73’ (rig.) | Marcatori | 54’ Klement 57’ Opoku 88’ Hanslik |

| Arbitro: | Schröder |

|                      |           |  |
| Boyd 34’ Redondo 86’ | Marcatori |  |

| Arbitro: | Cortus |

|               |           |                              |
| Karbownik 14’ | Marcatori | 50’ Kraus 90’ (rig.) Klement |

#### Girone di ritorno
| Arbitro: | Stegemann |

|          |           |                                  |
| Köhn 17’ | Marcatori | 49’ Niehues 66’ Boyd 90’ Hercher |

| Arbitro: | Thomsen |

|                     |           |            |
| Hanslik 6’ Boyd 71’ | Marcatori | 30’ Porath |

| Arbitro: | Petersen |

|              |           |  |
| Metcalfe 72’ | Marcatori |  |

| Arbitro: | Jablonski |

|           |           |  |
| Heuer 78’ | Marcatori |  |

| Arbitro: | Ittrich |

|                                |           |            |
| Boyd 22’ Hercher 66’ Kraus 69’ | Marcatori | 62’ Hrgota |

| Arbitro: | Bacher |

|                      |           |  |
| Kwarteng 41’ Itō 65’ | Marcatori |  |

| Arbitro: | Burda |

|                             |           |                     |
| Tomiak 35’ Kraus 76’ (rig.) | Marcatori | 8’ Kutucu 80’ Evina |

| Arbitro: | Jablonski |

|                      |           |  |
| Stojilković 36’, 43’ | Marcatori |  |

| Arbitro: | Hartmann |

|                             |           |                          |
| de Préville 90’ Hercher 90’ | Marcatori | 53’ Kleindienst 75’ Pick |

| Arbitro: | Stegemann |

|          |           |  |
| Ujah 76’ | Marcatori |  |

| Arbitro: | Willenborg |

|                    |           |  |
| Boyd 71’ Opoku 85’ | Marcatori |  |

| Ratisbona 23 aprile 2023, ore 13:30 CEST 29ª giornata | Jahn Ratisbona | 0 – 0 referto | Kaiserslautern | Jahnstadion Regensburg (14 668 spett.)\| Arbitro: \| Lechner \| |
| Arbitro:                                              | Lechner        |               |                |                                                                 |

| Arbitro: | Waschitzki-Günther |

|  |           |            |
|  | Marcatori | 42’ Pröger |

| Arbitro: | Exner |

|                               |           |                                  |
| Dæhli 4’ Castrop 35’ Duah 50’ | Marcatori | 40’ Boyd 88’ Niehues 90’ Klement |

| Arbitro: | Thomsen |

|              |           |                         |
| Lobinger 88’ | Marcatori | 15’ Consbruch 90’ Serra |

| Arbitro: | Heft |

|                          |           |  |
| Zivzivadze 70’ Nebel 90’ | Marcatori |  |

| Arbitro: | Petersen |

|  |           |                               |
|  | Marcatori | 17’, 76’ Kownacki 89’ Ginczek |

### Coppa di Germania
| Arbitro: | Jablonski |

|            |           |                      |
| Ritter 33’ | Marcatori | 82’ Sallai 111’ Dōan |

## Statistiche

### Statistiche di squadra
| Competizione      | Punti | In casa | In casa | In casa | In casa | In casa | In casa | In trasferta | In trasferta | In trasferta | In trasferta | In trasferta | In trasferta | Totale | Totale | Totale | Totale | Totale | Totale | DR |
| Competizione      | Punti | G       | V       | N       | P       | Gf      | Gs      | G            | V            | N            | P            | Gf           | Gs           | G      | V      | N      | P      | Gf     | Gs     | DR |
| ----------------- | ----- | ------- | ------- | ------- | ------- | ------- | ------- | ------------ | ------------ | ------------ | ------------ | ------------ | ------------ | ------ | ------ | ------ | ------ | ------ | ------ | -- |
| 2. Bundesliga     | 45    | 17      | 6       | 6       | 5       | 26      | 26      | 17           | 5            | 6            | 6            | 21           | 22           | 34     | 11     | 12     | 11     | 47     | 48     | -1 |
| Coppa di Germania | -     | 1       | 0       | 0       | 1       | 1       | 2       | 0            | 0            | 0            | 0            | 0            | 0            | 1      | 0      | 0      | 1      | 1      | 2      | -1 |
| Totale            | 45    | 18      | 6       | 6       | 6       | 27      | 28      | 17           | 5            | 6            | 6            | 21           | 22           | 35     | 11     | 12     | 12     | 48     | 50     | -2 |

### Andamento in campionato
| Giornata  | 1 | 2 | 3 | 4 | 5 | 6 | 7 | 8 | 9 | 10 | 11 | 12 | 13 | 14 | 15 | 16 | 17 | 18 | 19 | 20 | 21 | 22 | 23 | 24 | 25 | 26 | 27 | 28 | 29 | 30 | 31 | 32 | 33 | 34 |
| --------- | - | - | - | - | - | - | - | - | - | -- | -- | -- | -- | -- | -- | -- | -- | -- | -- | -- | -- | -- | -- | -- | -- | -- | -- | -- | -- | -- | -- | -- | -- | -- |
| Luogo     | C | T | C | C | T | C | T | C | T | C  | T  | C  | T  | C  | T  | C  | T  | T  | C  | T  | T  | C  | T  | C  | T  | C  | T  | C  | T  | C  | T  | C  | T  | C  |
| Risultato | V | N | V | P | V | N | N | N | N | N  | N  | P  | V  | N  | V  | V  | V  | V  | V  | P  | P  | V  | P  | N  | P  | N  | P  | V  | N  | P  | N  | P  | P  | P  |
| Posizione | 5 | 5 | 2 | 8 | 4 | 6 | 6 | 7 | 7 | 7  | 8  | 9  | 8  | 7  | 7  | 7  | 4  | 4  | 4  | 5  | 5  | 5  | 6  | 6  | 7  | 7  | 7  | 7  | 7  | 7  | 7  | 7  | 8  | 9  |

Legenda:

Luogo: C = Casa; T = Trasferta. Risultato: V = Vittoria; N = Pareggio; P = Sconfitta.

### Statistiche dei giocatori
| Giocatore      | 2. Bundesliga | 2. Bundesliga | 2. Bundesliga | 2. Bundesliga | Coppa di Germania | Coppa di Germania | Coppa di Germania | Coppa di Germania | Totale   | Totale | Totale      | Totale     |
| Giocatore      | Presenze      | Reti          | Ammonizioni   | Espulsioni    | Presenze          | Reti              | Ammonizioni       | Espulsioni        | Presenze | Reti   | Ammonizioni | Espulsioni |
| -------------- | ------------- | ------------- | ------------- | ------------- | ----------------- | ----------------- | ----------------- | ----------------- | -------- | ------ | ----------- | ---------- |
| A. Basenach    | 1             | 0             | 0             | 0             | 0                 | 0                 | 0                 | 0                 | 1        | 0      | 0           | 0          |
| R. Bormuth     | 21            | 0             | 4             | 0             | 0                 | 0                 | 0                 | 0                 | 21       | 0      | 4           | 0          |
| T. Boyd        | 33            | 13            | 6             | 0             | 1                 | 0                 | 0                 | 0                 | 34       | 13     | 6           | 0          |
| L. Bünning     | 4             | 0             | 0             | 0             | 1                 | 0                 | 0                 | 0                 | 5        | 0      | 0           | 0          |
| E. Durm        | 27            | 0             | 7             | 0             | 1                 | 0                 | 0                 | 0                 | 28       | 0      | 7           | 0          |
| D. Hanslik     | 27            | 3             | 4             | 0             | 1                 | 0                 | 0                 | 0                 | 28       | 3      | 4           | 0          |
| P. Hercher     | 28            | 5             | 2             | 0             | 1                 | 0                 | 0                 | 0                 | 29       | 5      | 2           | 0          |
| M. Kiprit      | 0             | 0             | 0             | 0             | 0                 | 0                 | 0                 | 0                 | 0        | 0      | 0           | 0          |
| P. Klement     | 24            | 3             | 4             | 0             | 0                 | 0                 | 0                 | 0                 | 24       | 3      | 4           | 0          |
| R. Klingenburg | 1             | 0             | 0             | 0             | 0                 | 0                 | 0                 | 0                 | 1        | 0      | 0           | 0          |
| J. Krahl       | 1             | 0             | 0             | 0             | 0                 | 0                 | 0                 | 0                 | 1        | 0      | 0           | 0          |
| K. Kraus       | 25            | 4             | 2             | 0             | 1                 | 0                 | 0                 | 0                 | 26       | 4      | 2           | 0          |
| L. Lobinger    | 29            | 2             | 4             | 0             | 1                 | 0                 | 1                 | 0                 | 30       | 2      | 5           | 0          |
| A. Luthe       | 31            | 0             | 3             | 1             | 1                 | 0                 | 0                 | 0                 | 32       | 0      | 3           | 1          |
| J. Niehues     | 29            | 2             | 6             | 0             | 1                 | 0                 | 1                 | 0                 | 30       | 2      | 7           | 0          |
| A. Opoku       | 20            | 2             | 2             | 0             | 0                 | 0                 | 0                 | 0                 | 20       | 2      | 2           | 0          |
| N. Rapp        | 12            | 0             | 4             | 0             | 0                 | 0                 | 0                 | 0                 | 12       | 0      | 4           | 0          |
| K. Redondo     | 28            | 5             | 0             | 0             | 1                 | 0                 | 0                 | 0                 | 29       | 5      | 0           | 0          |
| M. Ritter      | 30            | 0             | 4             | 0             | 1                 | 1                 | 1                 | 0                 | 31       | 1      | 5           | 0          |
| D. Schad       | 6             | 0             | 0             | 0             | 0                 | 0                 | 0                 | 0                 | 6        | 0      | 0           | 0          |
| A. Spahic      | 3             | 0             | 0             | 0             | 0                 | 0                 | 0                 | 0                 | 3        | 0      | 0           | 0          |
| A. Stavridis   | 1             | 0             | 0             | 0             | 0                 | 0                 | 0                 | 0                 | 1        | 0      | 0           | 0          |
| B. Tomiak      | 33            | 3             | 9             | 0             | 1                 | 0                 | 0                 | 0                 | 34       | 3      | 9           | 0          |
| J. Weyand      | 0             | 0             | 0             | 0             | 0                 | 0                 | 0                 | 0                 | 0        | 0      | 0           | 0          |
| M. Wunderlich  | 15            | 4             | 0             | 0             | 1                 | 0                 | 1                 | 0                 | 16       | 4      | 1           | 0          |
| J. Zimmer      | 32            | 0             | 8             | 1             | 1                 | 0                 | 0                 | 0                 | 33       | 0      | 8           | 1          |
| B. Zolinski    | 14            | 0             | 4             | 0             | 0                 | 0                 | 0                 | 0                 | 14       | 0      | 4           | 0          |
| H. Zuck        | 27            | 0             | 2             | 1             | 1                 | 0                 | 1                 | 0                 | 28       | 0      | 3           | 1          |
| N. de Préville | 10            | 1             | 2             | 0             | 0                 | 0                 | 0                 | 0                 | 10       | 1      | 2           | 0          |
| H. Çiftçi      | 13            | 0             | 0             | 0             | 1                 | 0                 | 0                 | 0                 | 14       | 0      | 0           | 0          |